# 18 березня
18 березня — 77-й день року (78-й у високосні роки) в григоріанському календарі. До кінця року залишається 288 днів.

## Свята і пам'ятні дні

### Міжнародні
- День «Прости своїх батьків».
- Всесвітній день вторинної переробки[1]

### Національні
- Білорусь: День внутрішніх військ.
- Франція: День Паризької комуни.
- Монголія: День військових і Чоловіче свято.
- Сирія: День вчителя.
- Аруба: День прапора і гімну.
- США: День біодизелю.

### Релігійні
Православ'я:
- Святителя Кирила, архиєпископа Єрусалимського.
- Мучеників Трофима і Євкарпія.
- Преподобного Аніна, ченця.

### Іменини
✙ Православні: Кирило.
✝  Католицькі:

## Події
- 3952 до Р. Х. — згідно з розрахунками бенедиктинського монаха та учителя церкви  Св. Беда Шанованого (Beda Venerabilis, *673 — †735) саме в цей день відбулося створення світу.
- 37 — по смерті Тиберія імператором Риму став Калігула.
- 1241 — у битві під Хмельником (поблизу Кракова) військо Золотої Орди перемагає польське військо та монголи продовжують завоювання Європи.
- 1325 — засновано Теночтітлан, який згодом став столицею Ацтекської імперії.
- 1662 — у Парижі почав курсувати перший громадський транспорт — карета на вісім місць.
- 1839 — китайський імператор забороняє іноземним торговим компаніям ввозити до Китаю опіум, що стало причиною першої опіумної війни.
- 1892 — Лорд Стенлі Престон вирішив заснувати кубок для найкращої хокейної команди Канади (нині Кубок Стенлі).
- 1890 — імператор Вільгельм II примушує канцлера Отто фон Бісмарка піти у відставку.
- 1913 — у Львові створено військове товариство «Січові стрільці».
- 1913 — у Салоніках убито короля Греції Георга I.
- 1915 — британсько-французький флот, зазнавши нищівної поразки, був змушений припинити свої операції поблизу Дарданелл.
- 1917 — арештовано останнього російського царя Миколу II.
- 1920 — Каппський заколот закінчився невдачею.
- 1921 — укладанням Ризького миру закінчилася польсько-радянська війна 1920. Підписанням цієї угоди уряд Польщі фактично зрадив УНР і в односторонньому порядку вийшов з Варшавського договору 1920.
- 1924 — у США прем'єра німого фільму «Багдадський злодій», проєкт вартістю $2 млн був надзвичайно дорогим на той час.
- 1932 — у Сіднейській затоці відкрито міст, який до 2012 року був найширшим у світі (ширина 48,8 м).
- 1939 — в Карпатах на Верецькому перевалі поляки розстріляли від 500 до 600 полонених січовиків, переданих їм угорцями.
- 1940 — на зустрічі у Бреннері Гітлер і Муссоліні обговорили питання можливості створення союзу із СРСР.
- 1944 — через виверження вулкана Везувій 26 осіб померло, було знищено кілька населених пунктів та літаків Союзників.
- 1946 — у Вашингтоні свою роботу розпочав «Світовий банк».
- 1948 — радянське керівництво в терміновому порядку відкликало своїх спеціалістів з Югославії, поглиблюючи радянсько-югославський розкол.
- 1953 — у Мармуровому регіоні Туреччини стався землетрус магнітудою 7,5, унаслідок якого загинуло 1070 людей.
- 1959 — вступив у силу закон, згідно з яким Гаваї стали 50-им штатом США.
- 1962 — укладені Евіанські угоди, за якими Алжир здобуває незалежність від Франції та закінчується Алжирська війна.
- 1965 — Олексій Леонов протягом 10 хвилин перебував за бортом «Восток-2», він здійснив перший в історії вихід людини у відкритий космос.
- 1969 — авіація США почала операцію «Меню» — таємні бомбардування території Камбоджі, що використовувалася військами комуністичного Вʼєтнаму.
- 1970 — унаслідок державного перевороту в Камбоджі було повалено монархію.
- 1974 — більшість членів ОПЕК припиняють ембарго на постачання нафти до країн Європи, США та Японії, яке було причиною першої та найтяжчої нафтової кризи.
- 1990 — у Східній Німеччині провели перші вільні парламентські вибори з 1932 року.
- 1990 — музей Ізабелли Стюарт Гарднер був пограбований.
- 1992 — «Майкрософт» презентує операційну систему Windows 3.1.
- 1992 — парламент Фінляндії погоджується на вступ країни до ЄС.
- 1994 — у Вашингтоні представники Боснії-Герцеговини та Хорватії підписують федеративний договір.
- 1996 — у пожежі в нічному клубі в місті Кесон-Сіті, в Філіппінах, загинуло 162 людини.
- 1998 — в Естонії скасували смертну кару.
- 1999 — Югославія відмовилася прийняти план мирного врегулювання косовського конфлікту на переговорах у Рамбуйє (Франція).
- 2004 — Верховна Рада прийняла Цивільний процесуальний кодекс України
- 2014 — спроба анексії Росією українського Криму — після так званого «референдуму» було підписано незаконний «Договір про прийняття Криму до складу Росії». В Україні через агресію оголошено першу хвилю часткової мобілізації
- 2015 — збройний напад на Національний музей Бардо в Тунісі. 23 людини, майже всі туристи, загинули, принаймні 50 людей поранено.
- 2018 — президента Росії Володимира Путіна переобрано на 4-й президентський термін за результатами президентських виборів[3]
- 2022 — почалися бої за Азовсталь.

## Народились
Дивись також Категорія:Народились 18 березня
- 1518 — Адам Ельсгаймер, німецький живописець.
- 1634 — Мадам де Лафаєтт, французька письменниця, автор одного з перших романів у літературі «Принцеса Клевська».
- 1790 — Астольф де Кюстін, французький дипломат, мандрівник, письменник.
- 1842 — Стефан Малларме, французький поет.
- 1844 — Микола Римський-Корсаков, російський композитор українського походження.
- 1847 — Людвиг Рейнгард, ботанік, альголог, перший обраний ректор Харківського університету (1905—1906).
- 1858 — Рудольф Дізель, німецький інженер, винахідник двигуна внутрішнього згоряння.
- 1874 — Микола Бердяєв, російський філософ ХХ сторіччя.
- 1886 — Лотар фон Арно де ла Пер'єр, німецький морський офіцер, герой Першої світової війни, найрезультативніший підводник усіх часів.
- 1896 — Надія Суворцова, українська громадська діячка, журналіст, автор мемуарів.
- 1900 — Тінслі Гарісон, американський лікар.
- 1900 — Василь Чапленко, український письменник, драматург, літературо- і мовознавець, критик, редактор.
- 1904 — Марко Вороний, український поет з когорти Розстріляного відродження.
- 1914 — Леонід Вишеславський, український поет, літературознавець, перекладач, педагог.
- 1929 — Федір Муравченко, головний конструктор і керівник Запорізького машинобудівного конструкторського бюро «Прогрес», член-кореспондент НАНУ.
- 1932 — Джон Апдайк, американський письменник.
- 1952 — Юрій Винничук, український письменник, журналіст, редактор.
- 1952 — Саломе Зурабішвілі, грузинська державна діячка, французька та грузинська дипломатка, Президент Грузії (2018—2024).
- 1954 — Анатолій Гаврилюк, український релігійний діяч, старший єпископ Центру харизматичних християнських Церков України (Повного Євангелія).
- 1959 — Люк Бессон, французький кінорежисер, сценарист і кінопродюсер.
- 1969 — Василь Іванчук, гросмейстер, шосте місце у світі (рейтинг Ело 2750, станом на 2 січня 2007) та найкращий шахіст України.
- 1982 — Тімо Глок, німецький автогонщик, пілот Формули-1, чемпіон серії GP2 2007 року.

## Померли

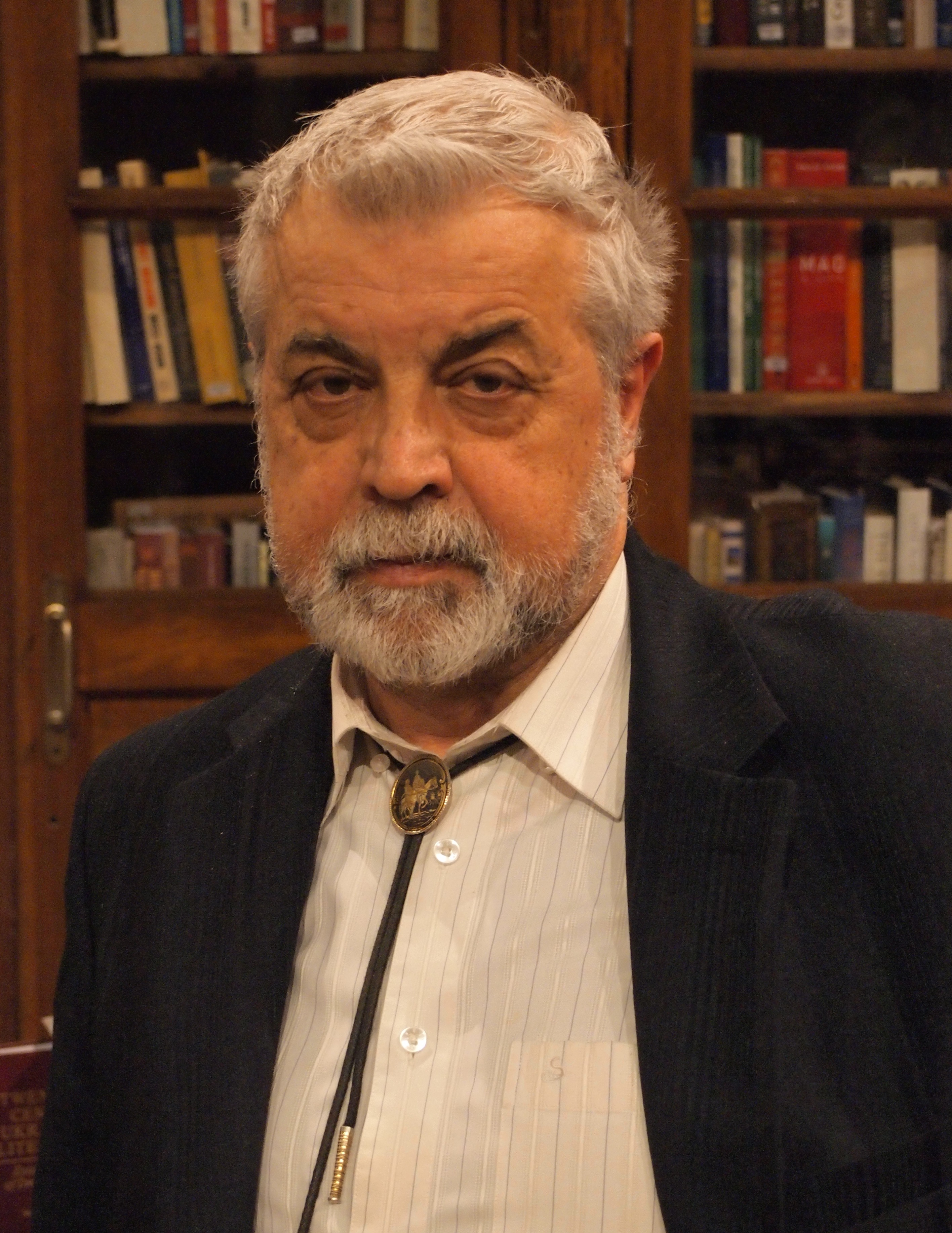
Лесь Танюк

Дивись також Категорія:Померли 18 березня
- 1786 — Густав Лундберг, шведський художник-портретист.
- 1911 — Павло Житецький, український мовознавець, лексикограф і громадський діяч.
- 1952 — Ісаак Мазепа, український політичний і державний діяч. Керівник уряду УНР періоду Директорії.
- 1964 — Норберт Вінер, американський математик, творець основ кібернетики.
- 1980 — Еріх Фромм, німецький соціальний психолог, філософ, психоаналітик.
- 1989 — Сер Гарольд Джеффріс, англійський геофізик, метеоролог, астроном, математик і статистик.
- 1996 — Одіссеас Елітіс, грецький поет, лауреат Нобелівської премії з літератури 1979 року. Представник романтичного модернізму.
- 2001 — Джон Філліпс, американський музикант, співак і композитор, лідер групи «The Mamas & The Papas».
- 2003 — Адам Осборн (Adam Osborne), англійський винахідник ноутбука (квітень 1981).
- 2008 — Ентоні Мінгелла, британський кінорежисер, сценарист, драматург і актор.
- 2009 — Наташа Річардсон, британська актриса.
- 2016 — Лесь Танюк, Народний артист України (2008), народний депутат України 1-го, 2-го, 3-го, 4-го, 5-го скликань, голова Національної спілки театральних діячів України (з 1992); голова Всеукраїнського товариства «Меморіал» ім. В.Стуса (з 1992).
- 2017 — Чак Беррі, американський музикант, пісенний композитор, вокаліст, піонер рок-н-ролу.